# Brian O’Driscoll
Brian Gerald O’Driscoll (* 21. Januar 1979 in Dublin) ist ein ehemaliger irischer Rugby-Union-Spieler, der auf der Position des Innendreiviertels spielte. Er war Kapitän der irischen Nationalmannschaft und spielte bis zum 31. Mai 2014 für Leinster Rugby in der Celtic League. Darüber hinaus nahm er zwischen 2001 und 2013, teils als Kapitän, an den Touren der British and Irish Lions teil und trat 2000 bis 2004 für die internationale Auswahl Barbarians an. Nach den erfolgreichen Teilnahmen beim Six Nations 2006 und 2007, als die Iren nur knapp den Gesamtsieg verpassten, wurde er zum Spieler des Turniers gewählt.

## Leben
O’Driscoll verbrachte seine Schulzeit am Blackrock College in seiner Heimatstadt Dublin. Schon früh wurde er für unterschiedliche regionale Auswahlen nominiert. 1998 gelang ihm mit der irischen U19-Nationalmannschaft, zu der zum damaligen Zeitpunkt auch seine aktuellen Mannschaftskameraden Donncha O’Callaghan und Paddy Wallace gehörten, der Gewinn des Weltmeistertitels. Nach Beendigung seiner Schulzeit besuchte er das University College Dublin. In seinem ersten Jahr wurde er für die U20- und später auch für die A-Nationalmannschaft berufen. Nach zwei Jahren schloss O’Driscoll sein Studium mit dem Diplom in Sports Management ab.
Mit 20 Jahren bestritt er sein erstes Länderspiel für Irland bei der 10:46-Niederlage gegen Australien, noch bevor er für Leinster in der Profiliga zum Einsatz kam. Er wurde schnell zum Publikumsliebling und zu einem internationalen Topspieler. Irische Fans schufen den Ausspruch „In BOD we trust“ in Anspielung auf den Wahlspruch der USA. Der Autor Marcus Stead übernahm dieses Wortspiel für sein Buch über O’Driscoll. 2003, nach dem Karriereende von Keith Wood, wurde er zum Kapitän der Nationalmannschaft ernannt. In den folgenden Jahren spielten die Iren beim jährlichen Six Nations immer wieder eine gute Rolle und scheiterten mitunter nur knapp an einem Gesamtsieg dieses Turniers.
Während des zweiten Länderspiels der Neuseeland-Tour der British and Irish Lions 2005 gegen die All Blacks verletzte sich O’Driscoll an der Schulter. Tana Umaga und Keven Mealamu hoben ihn bei regelwidrigen Tacklings hoch und ließen ihn kopfüber fallen. O’Driscoll sagte später, die beiden hätten eine schwere Verletzung in Kauf genommen. Obwohl er lukrative Angebote aus Frankreich bekam, blieb er dem irischen Rugby nach seiner Verletzungspause treu und verlängerte seinen Vertrag mit Leinster vorerst bis 2011.
Beim Six Nations 2009 erreichten die Iren nach 1948 ihren zweiten Grand Slam, O’Driscoll stand dabei bei allen Spielen in der Startformation und wurde zum Spieler des Turniers gewählt. Am 21. April wurde er von Ian McGeechan für die Südafrika-Tour der British and Irish Lions nominiert, das Kapitänsamt übernahm er diesmal jedoch nicht. Mit Leinster gewann er in diesem Jahr zudem den Heineken Cup. Am 12. März 2011 egalisierte er mit seinem 24. Versuch in der Six-Nations-Partie gegen Wales den 78 Jahre alten Rekord des Schotten Ian Smith. Nachdem er mit Leinster 2014 die Pro12 gewinnen konnte, beendete O’Driscoll seine Karriere als aktiver Spieler.
O’Driscoll war seit 2007 mit der Schauspielerin Amy Huberman liiert. Das Paar heiratete am 2. Juli 2010. Im Februar 2013 kam ihr erstes Kind, eine Tochter, zur Welt.